# Tomari (Russland)
Tomari (russisch Томари) ist eine Kleinstadt in der Oblast Sachalin (Russland) mit 4313 Einwohnern (Stand 1. Oktober 2021).

## Geographie
Die Stadt liegt im Südwesten der Insel Sachalin an der Küste des Tatarensunds zwischen dem Japanischen und dem Ochotskischen Meer, etwa 170 km nordwestlich der Oblasthauptstadt Juschno-Sachalinsk, bei der Mündung des Flüsschens Tomarinka.
Die Stadt Tomari ist Verwaltungszentrum des gleichnamigen Rajons.
Tomari liegt an der entlang der Westküste verlaufenden schmalspurigen (1067 mm) Eisenbahnstrecke Cholmsk – Iljinski sowie der Straße Cholmsk – Boschnjakowo.

## Geschichte
Der Ort entstand 1870. Ab 1905 gehörte er gemäß dem Vertrag von Portsmouth unter dem Namen Tomarioru (jap. 泊居町, -chō; von Ainu tomari oro für „an der Bucht“) zu Japan. 1945 kam der Ort wieder zur Sowjetunion und erhielt 1946 als Tomari Stadtrecht.

### Bevölkerungsentwicklung
| Jahr | Einwohner |
| ---- | --------- |
| 1941 | 11.777    |
| 1959 | 9.909     |
| 1970 | 7.889     |
| 1979 | 7.797     |
| 1989 | 8.121     |
| 2002 | 5.338     |
| 2010 | 4.541     |

Anmerkung: Volkszählungsdaten

## Wirtschaft
In Tomari gibt es Betriebe der holzverarbeitenden Industrie (Papier, Möbel), der Baustoffwirtschaft und Lebensmittelindustrie.

## Persönlichkeiten
- Okayama Tadao (1913–1998), japanischer Skilangläufer